# همبستگی عینی

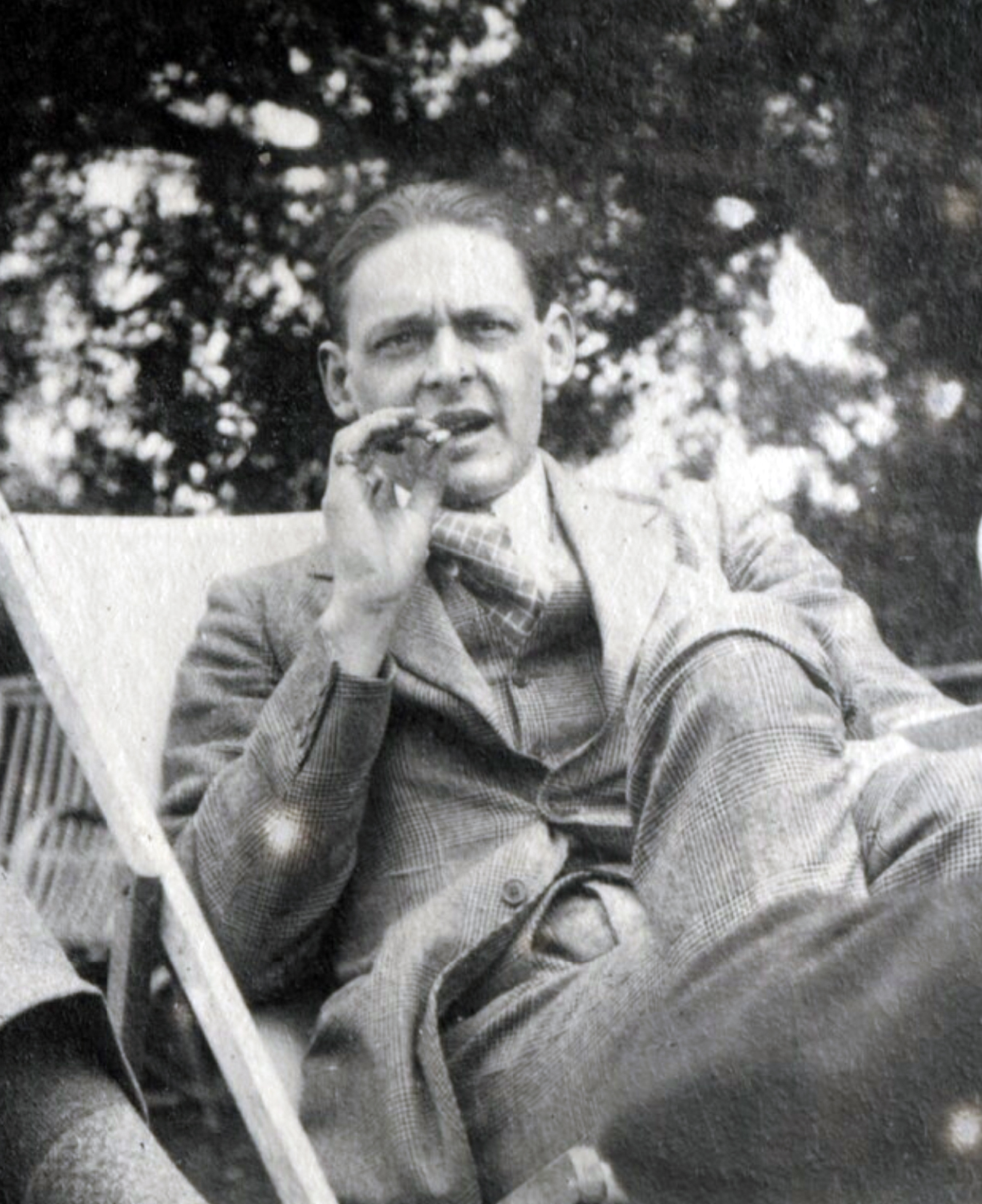
تی.اس،الیوت

همبستگی عینی (به انگلیسی: Objective correlative)، مفهومی خاص در نظریات نقد ادبی است که نخست بار توسط تی. اس. الیوت بیان گردید. بر طبق این مفهوم، ارزش یک اثر هنری و ادبی در هماهنگی کلیه عناصر آن در رساندن یک حس خاص می‌باشد. الیوت بر این باور بود که آثار صاحبنامی چونان نمایشنامه هملت، فاقد همبستگی عینی می‌باشند. 